# Tencent
Tencent är ett kinesiskt multinationellt konglomerat vars dotterbolag är specialiserade i ett flertal internetrelaterade tjänster och produkter, underhållning, artificiell intelligens och teknologi både i Kina och globalt. Huvudkontoret ligger i distriktet Nanshan i Shenzhen.
Tencent är världens största investmentbolag, ett av världens största internetföretag, riskkapitalbolag och är världens största och mest värdefulla spelföretag (Tencent Games) samt sociala medier-företag. Deras tjänster omfattar sociala medier, musiktjänster, webbportaler, E-handel, mobilspel, internettjänster, betalningssystem, smartphones och flerspelarspel, alla av dessa tillhör de största och mest framgångsrika inom sina respektive kategorier.
I Kina erbjuder de webbportalen QQ.com, snabbmeddelandetjänsten Tencent QQ samt WeChat, den senare har lagt grunden för företagets expansion inom smartphonetjänster och anses vara av världens mest kraftfulla appar. De äger majoriteten av Kinas musiktjänster (Tencent Music Entertainment), som med 700 miljoner aktiva användare och 120 miljoner betalande medlemmar är världens största och mest vinstgivande. Tencent ägde i november 2019 9,2 % av aktierna i Spotify.
I januari 2018 låg företagets marknadsvärde på 580 miljarder amerikanska dollar, vilket gör det till Asiens mest värdefulla företag. 
Tencent kontrollerar ett hundratal dotterbolag och intresseföretag inom ett stort antal industrier och områden. De har en bred portfölj av ägarskap och investeringar i vitt skilda affärsområden som e-handel, detaljhandel, datorspel, fastigheter, mjukvaror, virtuell verklighet, bilpooler, bankverksamheter, finansiella tjänster, fintech, hemelektronik, datateknik, bilar, filmproduktion, biobiljetter, musikproduktion, rymdteknik, smartphones, big data, jordbruk, sjukvårdstjänster, strömmad media, artificiell intelligens, robotik, drönare, hemleverans av mat, transport, e-böcker, internettjänster, utbildning samt förnybar energi.

## Investeringar i Sverige
- Paradox Interactive[9]
- Spotify[10]
- Sharkmob[11] - Grundat 2016 av Anders Holmquist, Fredrik Rundqvist, Martin Hultberg, Petter Mannerfelt och Rodrigo Cortes.[12]
- Fatshark[13]
- Stunlock Studios[14]
- Doktor.se[15]
- Lunar[16]